# Gălăbovo (distrikt)
Gălăbovo (bulgariska: Гълъбово) är ett distrikt i Bulgarien.   Det ligger i kommunen Obsjtina Banite och regionen Smoljan, i den centrala delen av landet, 140 km sydost om huvudstaden Sofia.